# Lago Manicouagan
El lago Manicouagan (también conocido como embalse Manicouagan) es un lago anular alimentado por las aguas del río Manicouagan y situado en el centro de Quebec (Canadá). En su interior destaca una gran isla circular conocida como René-Levasseur, cuyo punto más alto es el Monte Babel. Tanto el lago como la isla son claramente visibles desde el espacio, razón por la que reciben el nombre de "ojo de Quebec". El lago es accesible a través de la carretera Quebec Route 389, que discurre junto a la orilla oriental.

## Origen
Las aguas del lago ocupan los restos de un antiguo cráter de impacto, originado por el impacto de un asteroide de 5 km de diámetro, que excavó un cráter de unos 100 km de diámetro originalmente. En la actualidad el diámetro del cráter se ha reducido a 72 km debido a la erosión y a los procesos sedimentarios, aunque sus dimensiones le hacen ser el quinto cráter conocido de la Tierra por tamaño. El Monte Babel se interpreta como la cima originada por el rebote del suelo fundido tras el impacto.
Las investigaciones recientes han demostrado que el cráter tiene una edad de 214 ± 1 millones de años. Ya que esta fecha es 12 ± 2; millones de años anterior al final del Triásico, este impacto no pudo ser la causa de la extinción masiva del Triásico-Jurásico.

## Proyecto hidroeléctrico
El tamaño del lago fue ampliado debido a los nuevos aportes de agua causados por una serie de presas (denominadas Manic 1, Manic 2...), un proyecto hidroeléctrico desarrollado por Hydro-Québec, la entidad eléctrica provincial, durante la década de los 60. El complejo de presas es también denominado como Proyecto Manic-Outardes, debido a que recoge las aguas de los ríos Manicouagan y Outardes.
El lago Manicouagan actúa como una gigantesca batería hidráulica para Hydro-Québec. En el momento álgido del frío invernal, el nivel superficial del lago es normalmente más bajo, debido a que las turbinas están en funcionamiento continuo y a su máxima potencia para generar el fluido eléctrico necesario para las calefacciones de toda la provincia. El nivel del lago también sufre descensos en periodos de extremo calor durante el verano, puesto que durante esa estación Hydro-Québec vende energía eléctrica a la red eléctrica completa de Nueva Inglaterra e incluso a usuarios particulares de los Estados Unidos. El potencial eléctrico de todo el complejo es de 2.592 MW.